# Dolby Cinema

Logo Dolby Cinema

Dolby Cinema là một khái niệm điện ảnh cao cấp được tạo ra bởi Phòng thí nghiệm Dolby kết hợp các công nghệ độc quyền của Dolby như Dolby Vision và Dolby Atmos, cũng như các tính năng thiết kế nội tại và lối vào khác. Công nghệ cạnh tranh với IMAX và các định dạng lớn cao cấp khác như XD của Cinemark và RPX của Regal.

## Lịch sử
Các bản cài đặt đầu tiên có Rạp chiếu phim Dolby là Rạp chiếu phim Bioscopen của JT (nay là Vue) ở Eindhoven, Hà Lan vào ngày 18 tháng 12 năm 2014; tiếp theo là Cinesa La Maquinista tại Barcelona, Tây Ban Nha. Phòng thí nghiệm Dolby có hợp đồng với Cinesa, Rạp chiếu phim Vue, Rạp chiếu phim AMC (được gọi là Rạp chiếu phim Dolby tại AMC), Rạp chiếu phim Cineplexx, Rạp chiếu phim Wanda, Rạp chiếu phim Jackie Chan, Rạp chiếu phim reel và Rạp chiếu phim Odeon  để lắp đặt Dolby Cinema.
Vào ngày 26 tháng 5 năm 2017, Dolby tuyên bố họ đã thỏa thuận với Les Cinémas Gaumont Pathé để mở 10 địa điểm mới ở châu Âu. Bảy sẽ được đặt tại Pháp và ba sẽ được đặt tại Hà Lan.

## Công nghệ

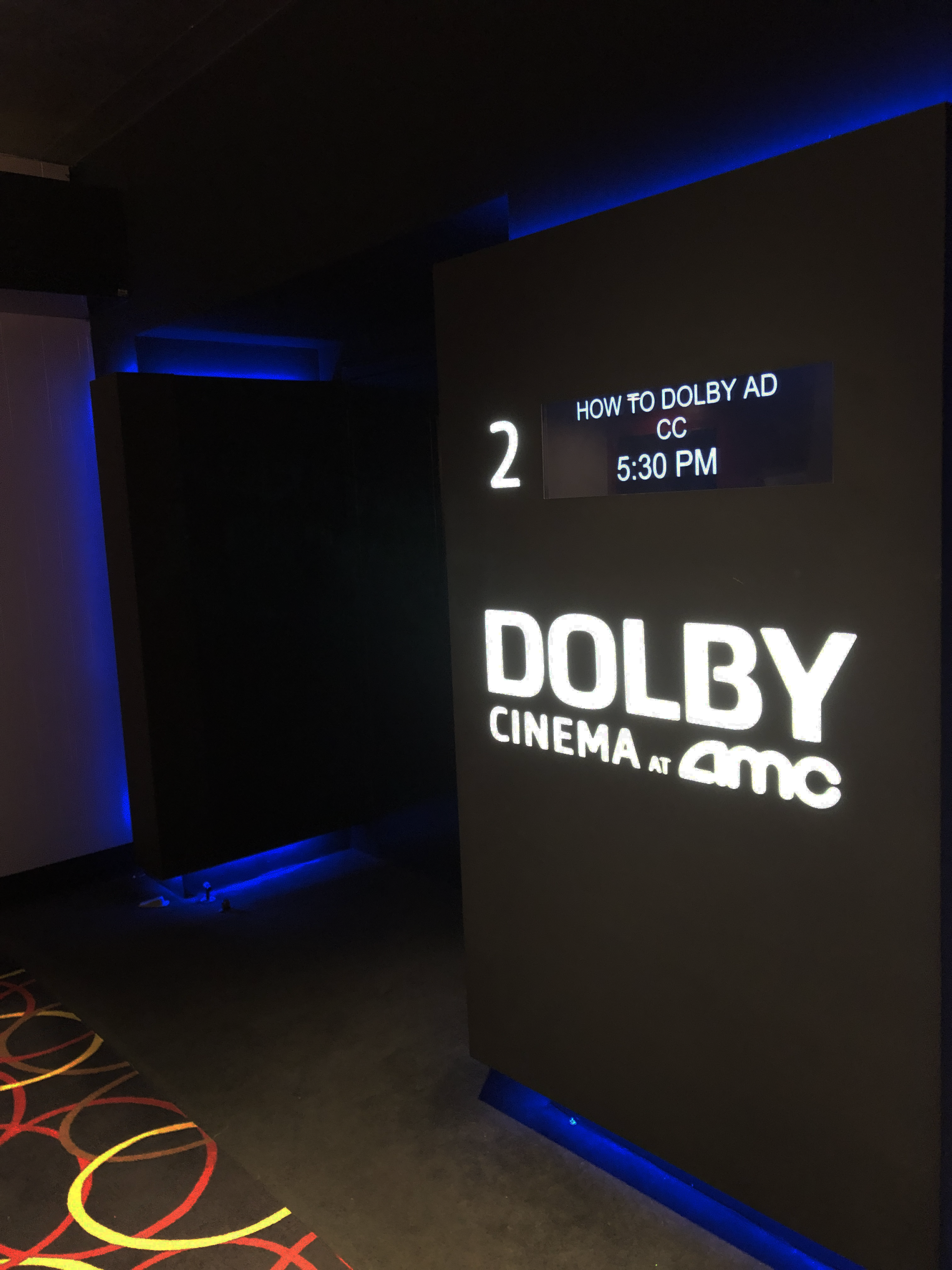
Đây là lối vào một rạp chiếu phim Dolby tọa lạc tại AMC Barton Creek Square 14 ở Austin, Texas, cho thấy một bản in của How to Train Your Dragon: The Hidden World.

### Dolby Tầm nhìn
Rạp chiếu phim Dolby sử dụng hệ thống trình chiếu Dolby Vision được phát triển bởi Phòng thí nghiệm Dolby kết hợp với Christie Digital. Hệ thống này bao gồm các máy chiếu laser mô-đun kép Christie 4K 6P (chính) có thiết kế tùy chỉnh để cho phép đường đi ánh sáng độc đáo. Hệ thống này có khả năng cung cấp tới 14 foot lambert trên màn hình trắng mờ đạt được sự thống nhất cho 3D (và lên đến 31 foot lambert cho 2D), một cải tiến đáng kể trên các hệ thống 3D thế hệ hiện tại cung cấp trong phạm vi từ 3 đến 4 chân lambert cho 3D. Kết quả là cải thiện độ sáng, màu sắc và độ tương phản so với máy chiếu xenon truyền thống. Các rạp chiếu đầu tiên tạm thời sử dụng máy chiếu laser Christie 4K kép ngoài kệ cho đến khi các máy chiếu có khả năng Dolby Vision được xuất xưởng vào mùa xuân năm 2015.
Dolby 3D sử dụng phân tách phổ, trong đó hai máy chiếu hoạt động xếp chồng lên nhau với mỗi máy chiếu phát ra một bước sóng hơi khác nhau của màu đỏ, xanh lục và xanh lam. Không có sự phân cực hiện diện trên máy chiếu và kính 3D có các bộ lọc notch chặn các nguyên tắc được sử dụng bởi máy chiếu chiếu hình ảnh dành cho mắt kia.
Dolby Vision có thể hiển thị các kết hợp độ phân giải và tốc độ khung hình sau:
- 2k - 2D ở mức 120   khung hình / giây, 60   khung hình / giây, 48   khung hình / giây và 24   khung hình / giây
- 2k - 3D ở mức 120   khung hình / giây, 60   khung hình / giây, 48   khung hình / giây và 24   khung hình / giây trên mắt / máy chiếu
- 4k - 2D ở 48   khung hình / giây, 30   khung hình / giây và 24   khung hình / giây
- 4k - 3D ở 48   khung hình / giây, 30   khung hình / giây và 24   khung hình / giây trên mắt / máy chiếu

Mặc dù các máy chiếu đôi có khả năng hiển thị tỷ lệ tương phản 7.500: 1 được xác định bởi chức năng gamma độ sáng cố định DCI cho các phim không được phân loại bằng Dolby Vision, các máy chiếu bị giới hạn ở tỷ lệ tương phản 5.000: 1. Các hãng phim Hollywood đã phân loại hơn 100 bộ phim trực tiếp trên máy chiếu Dolby Cinema, đội ngũ sáng tạo sau đó có thể tạo nội dung với tỷ lệ tương phản 1.000.000: 1.

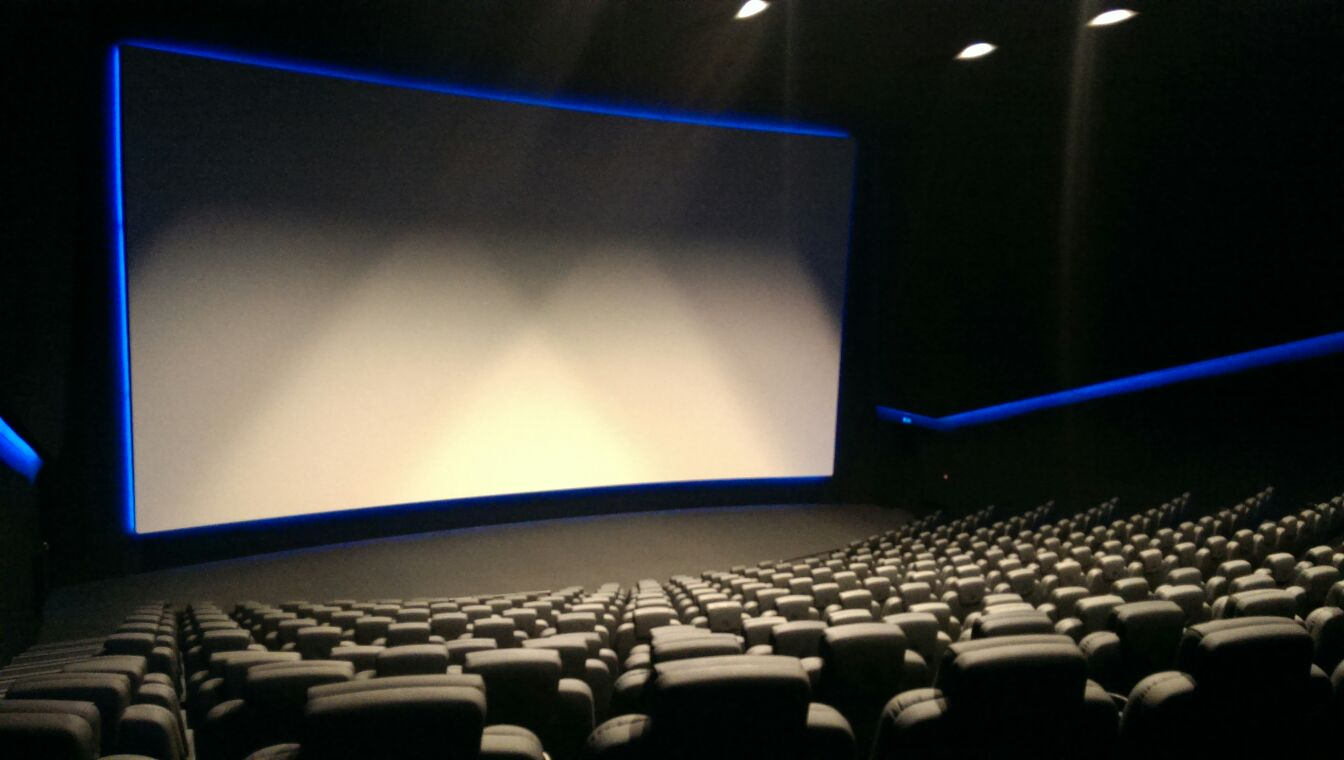
Đây là nội thất của một rạp chiếu phim Dolby điển hình tọa lạc tại Vue Hilversum ở Hilversum, Hà Lan.

### Dolby Atmos
Một thành phần khác của trải nghiệm Dolby Cinema là Dolby Atmos, định dạng âm thanh vòm 3D hướng đối tượng được phát triển bởi Dolby Lab Laboratory. Hệ thống có khả năng 128 đầu vào âm thanh đồng thời sử dụng tới 64 loa riêng lẻ để tăng cường khả năng thu hút người xem. Bộ phim đầu tiên hỗ trợ định dạng mới là bộ phim hoạt hình Brave của Disney và Pixar phát hành năm 2012.

### Lối vào đặc trưng
Hầu hết các rạp chiếu phim Dolby đều có lối vào tường video cong hiển thị nội dung liên quan đến phim truyện đang phát trong khán phòng. Nội dung hiển thị trên tường video được hãng phim tạo riêng và nhằm mục đích đưa người xem đắm chìm vào trải nghiệm phim trước khi bộ phim bắt đầu. Video được tạo bằng nhiều máy chiếu độ nét cao ném ngắn ở trần lối vào và phần mềm độc quyền được sử dụng để pixel ánh xạ các hình ảnh khác nhau dọc theo bức tường. Tương tự, âm thanh được tạo ra bằng cách sử dụng loa đặt trên trần của lối vào.